# Він сказав, вона сказала
«Він сказав, вона сказала» («He Said, She Said») — американський кінофільм 1991 року, знятий режисерами Кеном Квопісом і Марісою Сільвер на кіностудії «Paramount Pictures», з Кевіном Бейконом і Елізабет Перкінс у головних ролях.

## Сюжет
Картина відкривається сценою прямого ефіру в одній із телевізійних студій Балтімора. Ведуча Лорі Браєр, посварившись зі своїм партнером по телешоу Деном Генсоном, кидає йому в голову кавовий кухоль. Керівництво і співробітники телеканалу в цілковитому сум'ятті, близькому до паніки — наслідки інциденту непередбачувані…
Події повертають глядача на деякий час назад. Ден Генсон і Лорі Браєр — молоді журналісти Baltimore Sun. Перший вів колонку некрологів, друга — розділ про заручини й весілля. Штатний колумніст газети пішов на пенсію, і головний редактор так і не вирішив, кому віддати розділ про нагальні проблеми міста. Тоді він прийняв «соломонове рішення»: вести їм колонку удвох, розділивши її на «чоловічу» і «жіночу» половини. Витівка несподівано має успіх у підписників, і незабаром кіногенічну, ексцентричну пару запрошують на телебачення. Удвох вони мають вести на місцевому телебаченні передачу «He said, she said» (Він сказав, вона сказала). Дотепні перепалки ведучих на теми нагальних проблем міста привертають до передачі широку аудиторію. Ділові стосунки поступово перетікають у палкий службовий роман.
Однак, Ден і Лорі — абсолютно різні люди. Він — консерватор, вона — ліберал. Він — життєрадісний і розв'язний, підтримує репутацію бабія. Лорі більше хвилюють земні проблеми, вона сфокусована на кар'єрі. Спочатку стосунки розвиваються більш-менш «нормально», і справа доходить навіть до знайомства з батьками Лорі. Але Ден побоюється зобов'язань і починає сумніватися в правильності прийнятого рішення. До того ж, роману заважає колишня дівчина Дена Лінда, яка намагається відновити розірвані стосунки… Перед черговим ефіром між закоханими виникає сварка на ґрунті ревнощів. Популярне шоу під загрозою, і продюсер просить пару помиритися. Ден і Лорі, переосмисливши свої помилки, намагаються піти назустріч одне одному і, зрештою, знаходять вихід із цієї ситуації.
Все закінчується благополучно.

## У ролях
- Кевін Бейкон — Ден Генсон
- Елізабет Перкінс — Лорі Браєр
- Шерон Стоун — Лінда Метцгер
- Клаудія Сільвер — роль другого плану
- Натан Лейн — Віллі Турман
- Ентоні Лапалья — Марк
- Стенлі Андерсон — Біл Веллер
- Чарлейн Вудард — Сінді
- Дантон Стоун — Ерік
- Філ Лідс — містер Спепк
- Рита Карін — місіс Спепк
- Пол Батлер — роль другого плану
- Еріка Александер — роль другого плану
- Ешлі Гарднер — Сюзан
- Демієн Лік — Рей
- Девід Лонг — роль другого плану
- Констанс Шульман — роль другого плану
- Леон Рассом — роль другого плану
- Стівен Гілборн — роль другого плану
- Дена Андерсен — роль другого плану
- Брюс Маквітті — роль другого плану
- Джордж Мартін — роль другого плану
- Таня Березін — роль другого плану
- Морі Ефремс — роль другого плану
- Девід Кейл — роль другого плану
- Рік Ворнер — роль другого плану
- Марк Тимчишин — роль другого плану
- Том Макдермотт — роль другого плану
- Дейв Сміт — роль другого плану
- Еф Вільям Паркер — роль другого плану
- Карен Кіршенбауер — роль другого плану
- Ван Дайк Паркс — роль другого плану
- Меррі Бічлер — роль другого плану
- Браян Голфельд — роль другого плану
- Білл Брітт — роль другого плану
- Алан Дж. Вендл — роль другого плану
- Памела Мартін — роль другого плану
- Майкл Чабан — роль другого плану
- Джефф Мендон — роль другого плану
- Ліза Гіббонс — роль другого плану
- Джон Теш — роль другого плану
- Венсан Де Пол — епізод
- Ларрі Голден — епізод
- Вільям Шипман — епізод

## Знімальна група
- Режисери — Кен Квопіс, Маріса Сільвер
- Сценарист — Браян Голфельд
- Оператор — Стівен Х. Бурум
- Композитор — Майлз Гудман
- Продюсери — Френк Манкуо, Віккі Вільямс